# 웅진에너지
웅진에너지는 웅진 그룹 소속 회사로, 태양광 발전에 관련된 사업을 하는 회사이다.
2019년 5월 24일 회생절차 개시를 신청(사건번호 서울회생법원 2019회합100105)하였으며, 2019년 6월 11일 회생절차 개시를 결정받았으며 2020년 12월 18일 회생계획인가 결정을 받아 진행 이었으나 22년 7월 회생계획 폐지가 되며 청산절차에 들어갔다. 주식은 2020년 6월 1일부로 코스피에서 상장폐지되었다.

## 제품
웅진에너지가 생산하는 제품은, 크게 태양전지용 잉곳(ingot)과 웨이퍼(wafer) 두 가지이다.
태양광전지의 기본 단위인 셀을 만드는데는 실리콘으로 만든 웨이퍼가 사용된다. 잉곳(ingot)은 웨이퍼를 생산하기 위해 만드는 중간 단계의 재료로, 정제되어 막대 모양으로 결정화된 실리콘이다.
웨이퍼는 6.3인치와 8인치 규격의 웨이퍼를 생산 및 판매한다. 납품처는 세계최대 태양광발전소를 건설한 미국의 SunPower 등이 있다.

## 사업
태양광전지용 잉곳과 웨이퍼 세계 시장 규모는 10억달러에 이르러, 꽤 큰 규모이다. 주요 원재료는 폴리실리콘으로, 원재료 수급의 안정을 위해 독일의 Wacker사와 장기공급계약을 체결하였다.
매출구성은 잉곳 87%, 웨이퍼 11% 및 기타로 이루어진다.

## 참고 문헌
- 다음 증권
- 태양광 산업 및 모듈가격 전망과 대내외 대응전략 연구, 에너지경제연구원 2013

## 본점 및 지점 현황
- 본점: 대전광역시 유성구 테크노2로 37 (관평동)
- 구미지점: 경상북도 구미시 산동면 첨단기업5로 78-120